# Hòa Phú, Long Hồ
Hòa Phú là một xã cũ thuộc huyện Long Hồ, tỉnh Vĩnh Long, Việt Nam.

## Địa lý
Xã Hòa Phú có diện tích 13,03 km², dân số năm 1999 là 7.718 người, mật độ dân số đạt 592 người/km².

## Hành chính
Xã Hòa Phú được chia thành 7 ấp: Hoà Hưng, Lộc Hưng, Phú Hưng, Phước Hoà, Phước Lộc, Thạnh Hưng, Thạnh Phú.

## Y tế
Trạm y tế:
- Trạm Y tế Xã Hòa Phú